# Michael Cole
Michael Coulthard, né le 8 décembre 1966 à Syracuse dans l'État de New York, plus connu par son nom de scène Michael Cole, est un commentateur à la World Wrestling Entertainment.

## Carrière dans le journalisme
Avant de devenir un commentateur de catch, Coulthard est un journaliste à CBS. En 1993, il couvre le Siège de Waco.
En 1994, Coulthard fut envoyé à Sarajevo en Bosnie-Herzégovine pour ce qui était supposé être une couverture de six semaines sur les attaques serbes. Il resta neuf mois, ce qui allait changer sa vie. Il faisait un rapport quotidien de la ville, indiquant notamment qu'il échappait aux balles et aux bombes. Son documentaire, intitulé Voices of Bosnia, a remporté plusieurs trophées.
Expérimenté dans les couvertures d’événements tragiques, Coulthard fut envoyé à Oklahoma City après les attentats de 1995 de Timothy McVeigh au Alfred P. Murrah Federal Building, qui enleva la vie à 168 personnes.

## Carrière dans le catch

### World Wrestling Entertainment (1997-...)

#### Commentateur à SmackDown (1997-2008)
Coulthard rejoignit la World Wrestling Federation en 1997 et commença à utiliser le nom de scène "Michael Cole". Il devint le présentateur de WWF LiveWire avec Jim Cornette, et un interviewer dans les backstages. Plus tard, en 1997, Cole devint l'un des trois commentateurs pour la première heure de Monday Night Raw, aux côtés de Jim Ross et de Kevin Kelly. Par la suite, Cole fut remplacé de façon permanente par Jerry Lawler à la fin de l'année. En 1999, Cole devint l'annonceur régulier de Monday Night Raw en remplacement de Jim Ross affecté par une paralysie faciale. Quand la nouvelle émission télévisée SmackDown débuta plus tard cette année-là, Cole fut choisi pour en être le commentateur. À l'origine, son partenaire était Jerry "The King" Lawler, mais quand celui-ci a quitté la WWE, il fut remplacé par le partenaire de Cole à WWE Heat, Tazz et ce rapidement avant l'histoire de l'invasion WWF vs WCW/ECW. Cole a aussi commenté l'ancienne "sœur" de SmackDown!, WWE Velocity.
Il a commenté aussi aux côtés de John "Bradshaw" Layfield lors du départ de Tazz à la ECW en juin 2006, et plus récemment avec Jonathan Coachman qui a lui-même remplacé JBL parti à RAW en décembre 2007. "The Coach" l'a retiré de son poste en avril 2008, substitué par Mick Foley qui commençait son nouveau travail de commentateur à l'occasion du pay-per-view Backlash.

#### Commentateur à RAW (2008-2010)
Michael Cole a été drafté et a été échangé avec Jim Ross mettant ainsi fin à plus de neuf ans de commentaires à SmackDown. Lors du WWE Draft 2008, Ross est drafté de Raw vers SmackDown!, tandis que Michael Cole fait le chemin inverse, de SmackDown! vers Raw. Cela met alors fin aux neuf années consécutives de Cole en tant que commentateur de Friday Night SmackDown.
Le 14 décembre 2009 pour l'émission spéciale de Raw il reçut le Slammy Award du moment "Oh my!" de l'année 2009 en ayant vomi sur Chris Jericho aux 10 ans de SmackDown. Il commente au côté de Josh Matthews WWE NXT depuis le 23 février. Il est chargé de la lecture des courriels du mystérieux Manager Général de Raw depuis juillet 2010.

#### NXT (2010-2012)

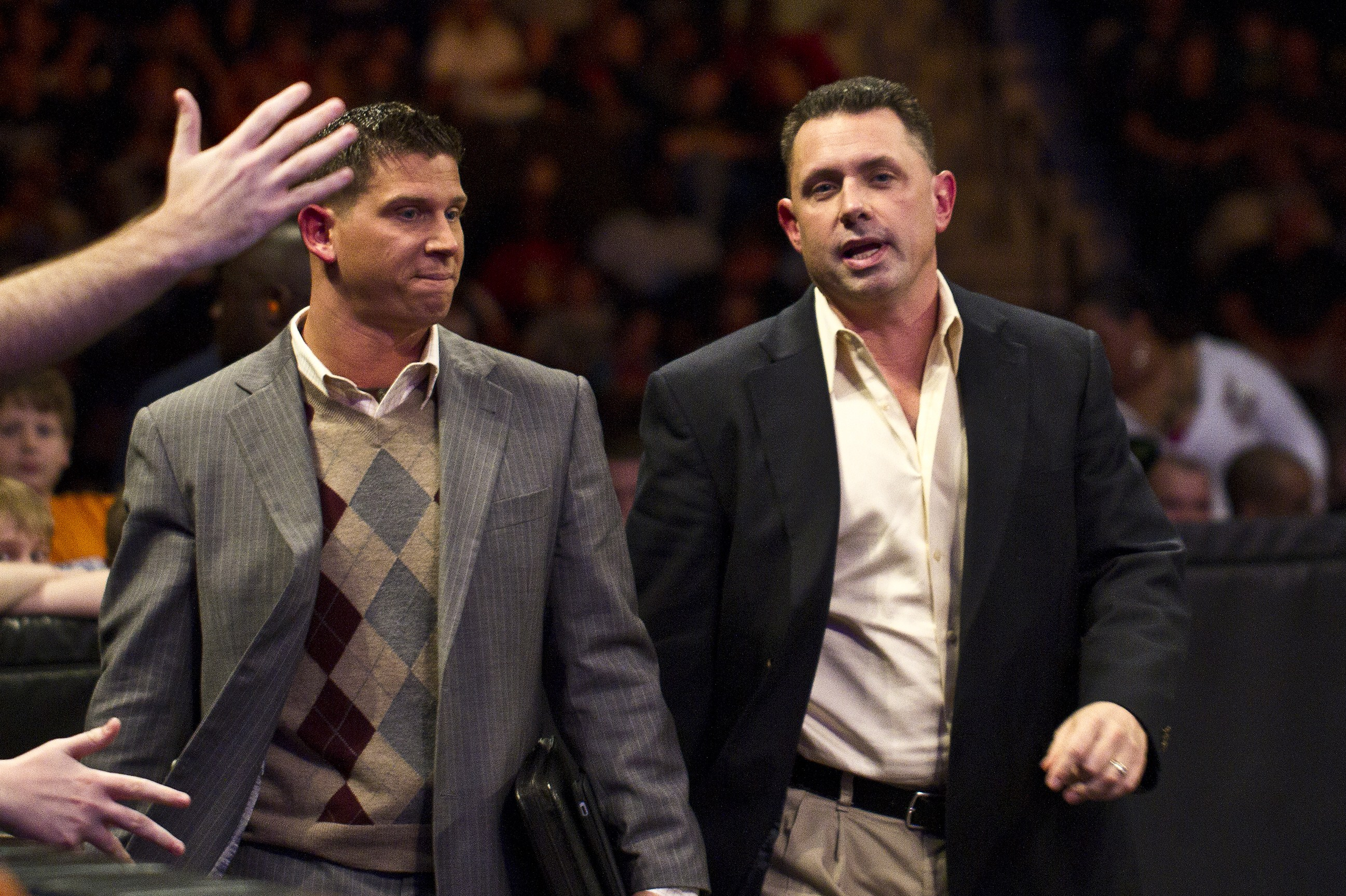
Josh Matthews à gauche et Michael Cole à droite en Novembre 2010.

C'est un commentateur plutôt mal-aimé du public, d'autant plus depuis qu'il a effectué un heel turn. Cependant il était déjà mal-aimé lors de sa période face, étant considéré comme un mauvais commentateur par rapport à son prédécesseur Jim Ross. Malgré tout, Cole est apprécié par les spécialistes qui lui reconnaissent un grand talent dans son rôle de commentateur heel, personnage renforcé par la feud l'opposant à Daniel Bryan, alors rookie à la NXT.
Lors du show NXT du 14 septembre 2010, il quitte le show en disant que NXT est "ridicule". Il reviendra cependant la semaine d'après et ne fera que critiquer la saison 3 de NXT, saison composée uniquement de Divas, durant toute sa durée.
Désormais, Cole commente SmackDown en compagnie de Matt Striker et Josh Matthews, en plus de Raw en compagnie de Jerry Lawler. Durant l'édition spéciale de Raw sur les Slammy Awards 2010, il reçoit le Slammy Award du "And I quote" Line of the Year, lorsqu'il cite le texte du Manager Général de Raw.

#### Rivalité avec Jerry Lawler (2010-2011)
Lors du Raw du 29 novembre 2010, Jerry Lawler reçoit pour la première fois de sa carrière un match de championnat pour le Championnat de la WWE contre The Miz dans un TLC match. Jerry était sur le point d'attraper la ceinture lorsque Cole intervient et le retient par le pied, faisant ainsi perdre Lawler. Cet évènement marquera le début d'une rivalité entre les 2 commentateurs. Lors du Raw du 6 décembre, Jerry Lawler pousse Michael Cole vers Randy Orton, ce qui va lui permettre de porter un RKO sur Cole, lançant ainsi un message au Champion de la WWE, The Miz, contre qui il est en rivalité. Les médecins arrivent ensuite pour prendre Cole, KO dans le ring. Au Raw du 22 février, Michael Cole fait une interview de Jerry Lawler à la suite de sa défaite lors d'Elimination Chamber 2011 face à The Miz, cependant il ne cesse de le provoquer en faisant référence à sa mère qui est décédée la semaine précédente. Par la suite, Jerry défie Cole pour un match à Wrestlemania XXVII. Ce dernier refuse le défi, mais jette son verre qui était rempli d'eau sur Lawler avant de s'enfuir dans les coulisses. Le 28 février, il accepta l'offre de Lawler mais impose deux conditions : son entraîneur doit être dans son coin lors du match et il choisit l'arbitre, conditions acceptées par Lawler. Cole présente son entraineur, Jack Swagger et la semaine suivante son arbitre JBL. Alors que le Texan s'apprête à signer le contrat pour le match à WrestleMania en tant qu'arbitre, Steve Austin fait irruption sur le ring, porte sa prise de finition sur JBL et sous les acclamations de la foule signe le contrat. Par ailleurs, Cole reçoit une douche de bière par Austin.
Le 11 mars 2011 à SmackDown, il fait une interview de John Cena, qui doit combattre à WrestleMania pour le Championnat de la WWE du Miz, puis Jack Swagger intervient. Michael Cole se moque de John Cena quand Swagger est prêt à porter son Ankle lock mais Cena contre et porte son Attitude Adjustment sur Swagger. Michael Cole s'en va terrifié. Lors de WrestleMania 27, il perd contre Jerry Lawler qui utilise la prise de finition de Swagger pour le faire abandonner. Lawler est ensuite disqualifié par le général manager à la suite du comportement de l'arbitre spécial Steve Austin durant le match, ce qui octroie la victoire en faveur de Cole. Lors du Raw du 18 avril au Royaume-Uni, une dame parodiant la reine Élisabeth II le fait chevalier. Il se proclame ainsi "Sir Michael Cole". Lors d'Extreme Rules 2011, lui et Jack Swagger battent Jerry Lawler et Jim Ross dans un Country Whipping Match.
Lors du Raw suivant, il demande des excuses à The Rock parce qu'il a manqué de respect au GM Anonyme de Raw lors de WrestleMania 27. The Rock accepte en lui serrant la main mais Michael Cole se prendra finalement un Rock Bottom suivi du People's Elbow.
À Over the Limit, il perd contre Jerry Lawler dans un Kiss my foot match. Après le match, il subit un moonsault d'Eve Torres, reçoit de la sauce barbecue par Jim Ross, avant d'être pris dans un sharpshooter de Bret Hart tout en embrassant les pieds de Lawler.

#### Diverses rivalités (2011-2013)
Lors du Raw du 23 mai 2011, Michael Cole met fin à sa rivalité avec Jerry Lawler. Il gagne dans un concours de danse face à Vickie Guerrero lors du Raw spécial Power to the People, le 20 juin.
Lors du Raw  du 25 juillet 2011 Michael Cole (il a dû adopter l'entrée de Triple H) perd son match contre Zack Ryder.
Lors du Monday Night RAW du 24 octobre, Michael Cole lance un défi à Jim Ross pour la semaine suivante, un match entre lui-même et Ross. Si Ross gagne, il retrouve son poste et Cole démissionne. Lors du Raw du 14 novembre 2011 Jim Ross se présente au ' Michael Cole Challenge ' Cole lui présente le premier challenge un Arm Wrestling Match ( Bras de fer ) à peine la cloche sonne que JR gagne Cole, le second est un concours de danse Dance Off, match gagné encore par JR, le dernier challenge consiste à les départager il s'agit d'une pesée, JR monte dessus le résultat était attendu : Cole gagne car JR est plus lourd que lui en conclusion, Cole peut retourner à sa place de commentateur de RAW, mais il se fait attaquer par CM Punk qui lui porte son Anaconda Vice. Plus tard Michael Cole revient commenter la fin de soirée.
Cole a relancé sa rivalité de NXT avec Daniel Bryan lors de l'épisode de Smackdown du 25 novembre, en réponse à l'encaissement de Money in the Bank de Bryan, et profitant que Mark Henry, champion, a été mis KO pour remporter le World Heavyweight Championship. Cole a appelé Bryan « hypocrite ». Plusieurs semaines plus tard, Cole a commencé à insulter Bryan sur sa rivalité avec Henry, quand Bryan est allé affronter Cole, Cody Rhodes (qui a été aux commentaires invité) a attaqué Bryan. Il participe au Royal Rumble 2012 mais se fait éliminer par Jerry Lawler et Booker T. Lors du Raw du 4 juin, il perd contre John Cena dans un No Disqualification Match.

#### Commentateur stable (2012-...)
À la suite de l'attaque cardiaque de Jerry Lawler en direct, Michael Cole reste aux commentaires et assure la transition en reprenant un statut face.

## Palmarès
- World Wrestling Entertainment
  - Slammy Awards du " Oh My ... Line Of The Year " 2009
  - Slammy Awards du "And I Quote...Line Of The Year" 2010